# Kiellegung

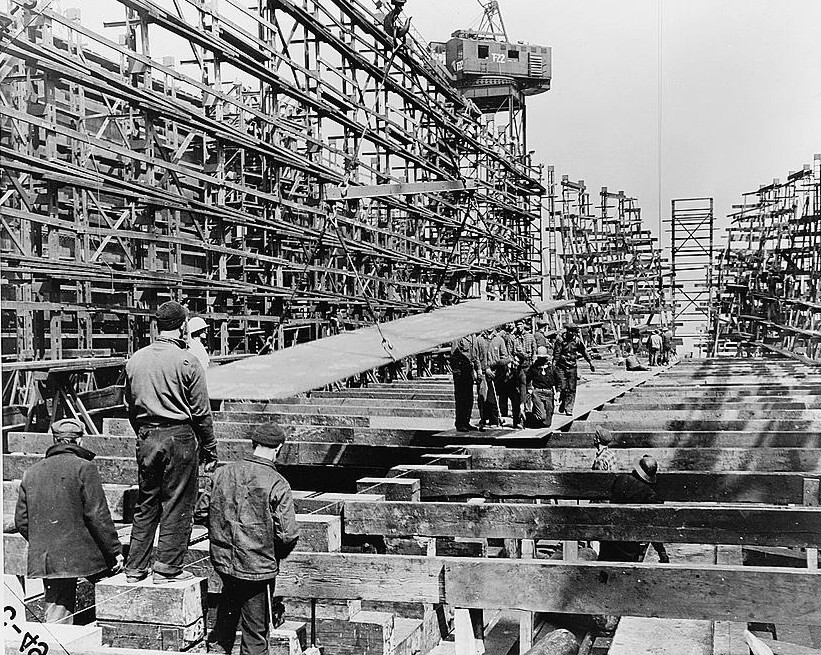
Kiellegung eines Liberty-Schiffes

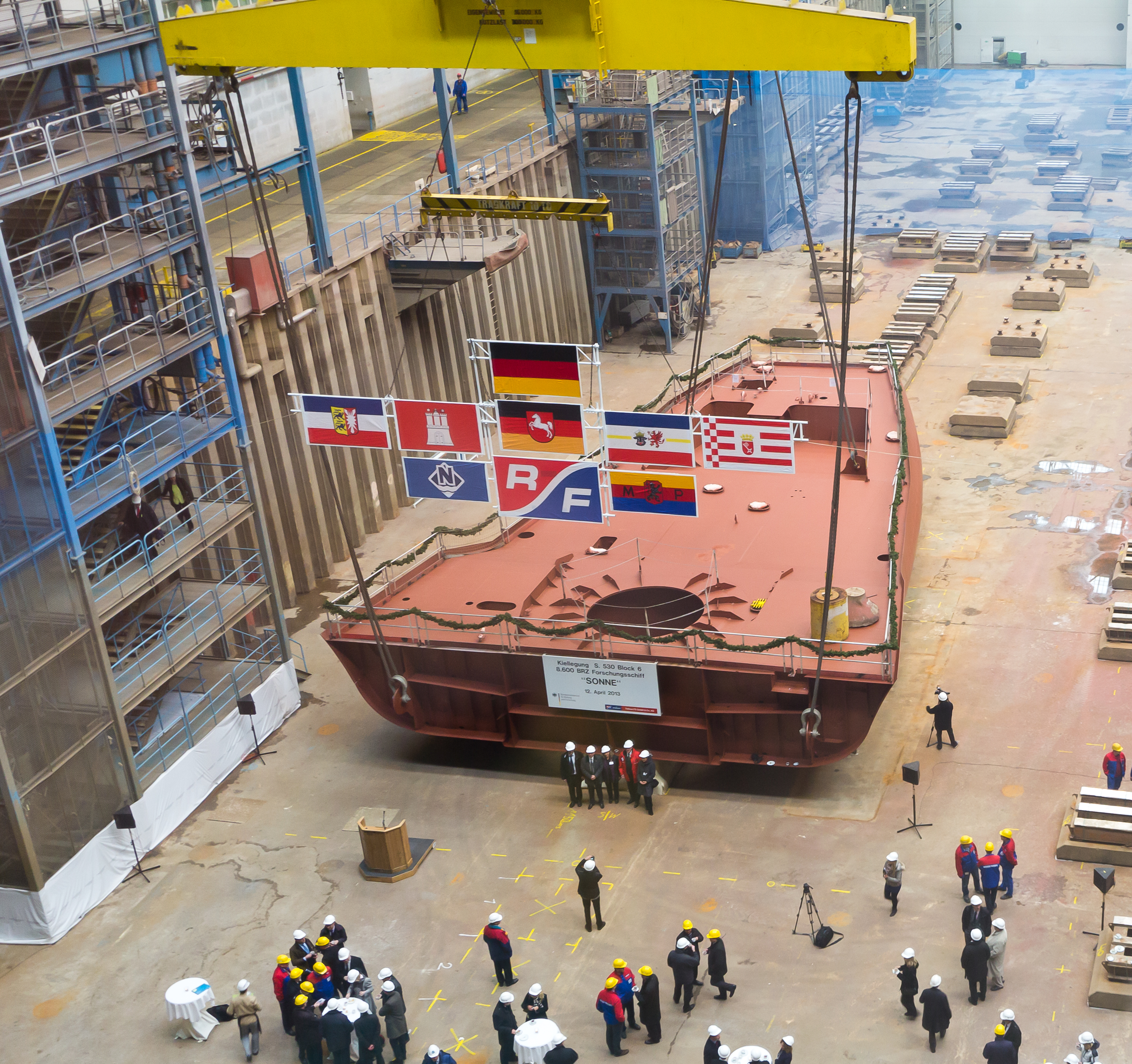
Kiellegung des Forschungsschiffes Sonne am 12. April 2013 in der Meyer Werft, Papenburg

Die Kiellegung markiert im Schiffbau den Baubeginn.

## Einzelheiten
Bei der Kiellegung im historischen Schiffbau sowie im zeitgenössischen Holzbootsbau wird der Kiel ausgelegt. Abhängig von der Schiffsgröße kann der Kiel aus mehreren Teilen bestehen. Am Kiel werden dann die Spanten fixiert, an denen wiederum die Außenhaut befestigt wird. Zusammen mit den Decks und weiteren Aussteifungen entsteht der Schiffsrumpf.
Der Begriff Kiellegung hat sich im Eisen- und Stahlschiffbau erhalten und steht dort für den Beginn der Montage des Schiffsrumpfes. Dieser Zeitpunkt ist wichtig sowohl für die Bezahlung (Fälligkeit einer Teilsumme) als auch für die Gültigkeit von Vorschriften. Ob neue Vorschriften (z. B. Anti-Fouling-Anstriche betreffend) für ein Schiff angewendet werden, richtet sich oft nach dem Termin der Kiellegung.
Beim industriellen Schiffbau in Sektionsbauweise bedeutet Kiellegung das Auslegen der ersten Sektion (Rumpfabschnitt) am Bauort (Helling oder Dock) per Kran. Die eigentliche Arbeit beginnt mit dem Brennen/Schneiden der einzelnen Stahlplatten, aus denen die Schiffssektionen gebaut werden.
Bis heute werden als Glücksbringer eine oder mehrere Münzen auf die Pallung unter der ersten Sektion gelegt. Das symbolische Auf-Kiel-Legen hat in diesem Zusammenhang die gleiche Bedeutung wie die Grundsteinlegung beim Hausbau. Die Kiellegung wird in der Regel im Rahmen einer kleinen Zeremonie mit Werft- und Reedereivertretern ähnlich feierlich begangen. In der Form einer Glücksmünze in der Mastspur lässt sich der Brauch durch Wrackfunde bis mindestens in die Zeit um zwei- bis einhundert Jahre vor Christus zurückverfolgen.